# MS96
De MS96 (ook wel DMT, wat staat voor Draaistroommotor - Moteur Triphasé) is een type van elektrische treinstellen van de Belgische spoorwegmaatschappij NMBS. Ze zijn driedelig en hebben aan beide kanten een stuurpost.
Ze zijn gebouwd door Bombardier/Alstom vanaf 1996. Er zijn 120 eenheden gemaakt. Door ongevallen zijn 4 MS96-treinstellen verloren gegaan. Sinds 2017 zijn er nog maar 116 in dienst.

## Beschrijving
Ze zijn te herkennen aan het rubber aan de kopwanden; hierdoor kunnen twee, drie of vier stellen gekoppeld worden. Er is dan een doorloopmogelijkheid, de stuurpost klapt opzij om dit mogelijk te maken. De rubberneuzen zijn gebaseerd op Deense treinstellen van het type IC3, daarom wordt de MS96 ook wel de Deense Neus of platte neus genoemd. Ook wordt dit type treinstel weleens aangeduid met de meer spottende bijnaam wc-bril. De treinstellen beschikken over per rijtuig regelbare airconditioning, wat ze geschikt maakt voor lange afstanden.
De rijtuigen van de MS96 zijn bijna identiek aan de I11-rijtuigen. Een verschil is dat de MS96 een treinstel is en daardoor over een pantograaf op het middelste rijtuig beschikt. Er zijn bovendien niet overal bestemmingsschermen op de trein aangebracht.
Elk stel bestaat uit een tweedeklasrijtuig met stuurpost, een tweedeklasrijtuig middenin en een eersteklasrijtuig met stuurpost en een afgesloten cabine om onder meer twee fietsen op te hangen. Elk rijtuig heeft een toilet.

## Inzet
De treinstellen worden bijna uitsluitend ingezet op IC-verbindingen:
- IC-03: Blankenberge - Brussel - Sint-Truiden - Genk
- IC-04: Antwerpen-Centraal - Kortrijk - Poperinge/Lille-Flandres (F)
- IC-06: Doornik - Brussel - Brussels Airport
- IC-06A: Bergen - Brussel - Brussels Airport
- IC-08: Hasselt - Brussels Airport - Antwerpen
- IC-13 Kortrijk - Zottegem - Denderleeuw - Brussel - Schaarbeek
- IC-18: Brussel - Namen - Luik-Sint-Lambertus
- IC-19: Namen - Doornik - Lille-Flandres (F)
- IC-23: Oostende - Kortrijk - Zottegem - Brussel - Brussels Airport
- IC-23A: Knokke - Brussel - Brussels Airport
- IC-25: Bergen - Namen - Luik-Sint-Lambertus
- IC-26: Antwerpen - Leuven - Hasselt
- IC-29: Gent - Aalst - Brussel - Brussels Airport - Landen
- IC-32: Kortrijk - Brugge (ritten 805, 821, 841)
- S63 - Charleroi - Maubeuge (F) (alle ritten naar Maubeuge)

De MS96 rijdt ook een beperkt aantal P-treinen, L-treinen en S-treinen.

## Typen
Er zijn drie verschillende varianten MS96, die met elkaar in treinschakeling kunnen rijden:
- 441-490: tweespanningmotorstellen met GTO-omvormers. Deze kunnen rijden op het klassieke Belgische spoorwegnet van 3 kV⎓ en op het net van 25 kV~, bijvoorbeeld de grenslijnen naar Frankrijk. Theoretisch kunnen ze ook rijden op de hogesnelheidslijn van Leuven naar Luik, maar hiervoor zijn ze niet toegelaten. Ook in Luxemburg is deze versie niet gehomologeerd; door het ontbreken van een elektrische rem onder 25 kV~ zou dit ook niet efficiënt zijn op deze lijnen met hellingen.
- 501-547: monospanningmotorstellen met GTO-omvormers. Deze kunnen alleen rijden op het klassieke Belgische spoorwegnet van 3 kV⎓ en tot september 2018 ook op het grensbaanvak Aarlen - Luxemburg (501-524), eveneens 3 kV⎓.
- 548-570: monospanningmotorstellen met IGBT-omvormers. Deze kunnen alleen rijden op het klassieke Belgische spoorwegnet van 3 kV⎓. Het IGBT-tractiesysteem maakt ze moderner en efficiënter dan hun GTO-voorgangers.

Het "klassieke" Belgische 3kV-spoorwegnet omvat alle Belgische elektrische lijnen die geen grens overschrijden met uitzondering van de hogesnelheidslijnen en van lijnen 42 Rivage – Gouvy, 165 Libramont – Bertrix – Athus, 166 Dinant – Bertrix en 167 Aarlen – Athus – Rodange (L), die met 25 kV 50 Hz zijn uitgerust. Ook spoorlijn 162 Namen – grens [naar Luxemburg] wordt geleidelijk met 25 kV~ uitgerust; op 1 januari 2023 was dit al gedaan vanaf de Luxemburgse grens tot ergens tussen goederenstation Hatrival en station Poix-Saint-Hubert.
Deze laatste twee typen motorstel zijn aanpasbaar naar 25 kV~, maar aangezien dit voor de meeste spoorlijnen in België niet nodig is, en door het ontbreken van een elektrische rem onder 25 kV~ ook niet efficiënt zou zijn, is deze investering vooralsnog niet gedaan.
Verder kunnen alle typen rijden op grensbaanvakken Luik - Maastricht (spoorlijn 40) en Antwerpen - Roosendaal (spoorlijn 12), waarbij er langs enkele kilometers onder de Nederlandse bovenleidingspanning wordt gereden van 1,5 kV⎓. Doordat deze treinen ontworpen zijn voor 3 kV⎓, kunnen ze onder de Nederlandse bovenleiding slechts op een kwart van het vermogen rijden. Maar aangezien de Belgische bovenleiding naar Maastricht tot verder dan station Eijsden reikt, en er parallel met de Maas geen hellingen zijn, is dat geen probleem. Richting Roosendaal ligt de spanningssluis precies op de grens. Bovendien ligt station Roosendaal maar een krappe tien kilometer verder, er is slechts een hoogteverschil van 10 m met station Essen (het laatste Belgische station op die lijn, direct ten zuiden van de grens). Inzet naar Roosendaal zou geen problemen opleveren.
- Eind 2010 begon de NMBS met het verwijderen van de TBL 2-uitrusting en het plaatsen van een TBL 1+-uitrusting.
- 2020: inbouw ETCS Niveau 1 (ook 1 LS) en Niveau 2

## Techniek
Onder de Bx-bak van het treinstel bevinden zich twee tractie-omvormers die de bovenleidingsspanning omzetten in draaistroom. Deze drijven ieder twee 4-polige tractiemotoren aan van ACEC Charleroi, type 4 EXA 3046. De kracht van de tractiemotoren wordt via een tandwieloverbrenging overgebracht op de assen.
In het geval van de meerspanningsstellen (3 kV⎓ + 25 kV~) moet de bovenleidingsspanning eerst geschikt gemaakt worden voor de omvormers. Dit gebeurt met een transformator (1487 kVA) en twee gelijkrichters in serie.

## Nadelen
Alhoewel deze treinstellen worden genoemd als een van de comfortabelste van de NMBS, zijn er ook nadelen: ze hebben als enkeldekstrein met relatief hoog aantal eersteklasplaatsen te weinig capaciteit voor inzet op de drukke Belgische IC-hoofdassen door de Noord-Zuidverbinding, geen multifunctionele ruimte (voor rolstoelers, fietsers, kinderwagens) en smalle hoge deuren.

## Afbeeldingen

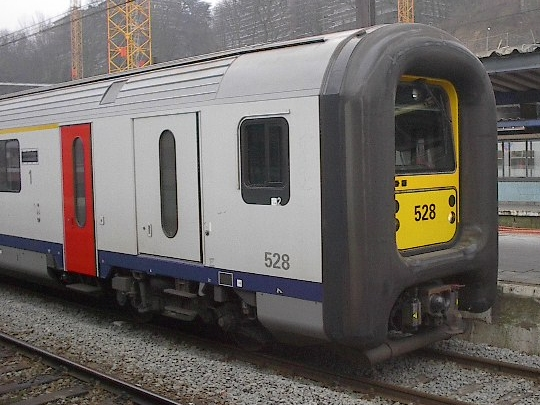
Detail van een treinstel.
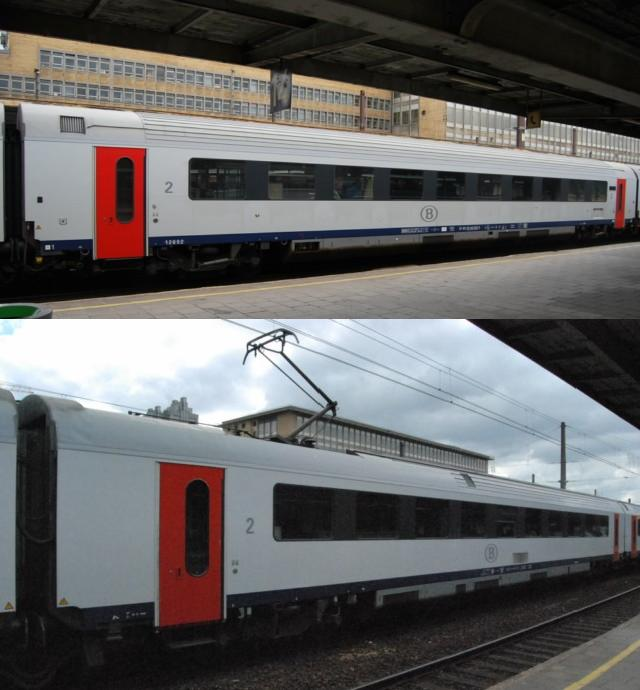
Verschil tussen de I11-rijtuigen (boven) en de MS96-rijtuigen (onder).
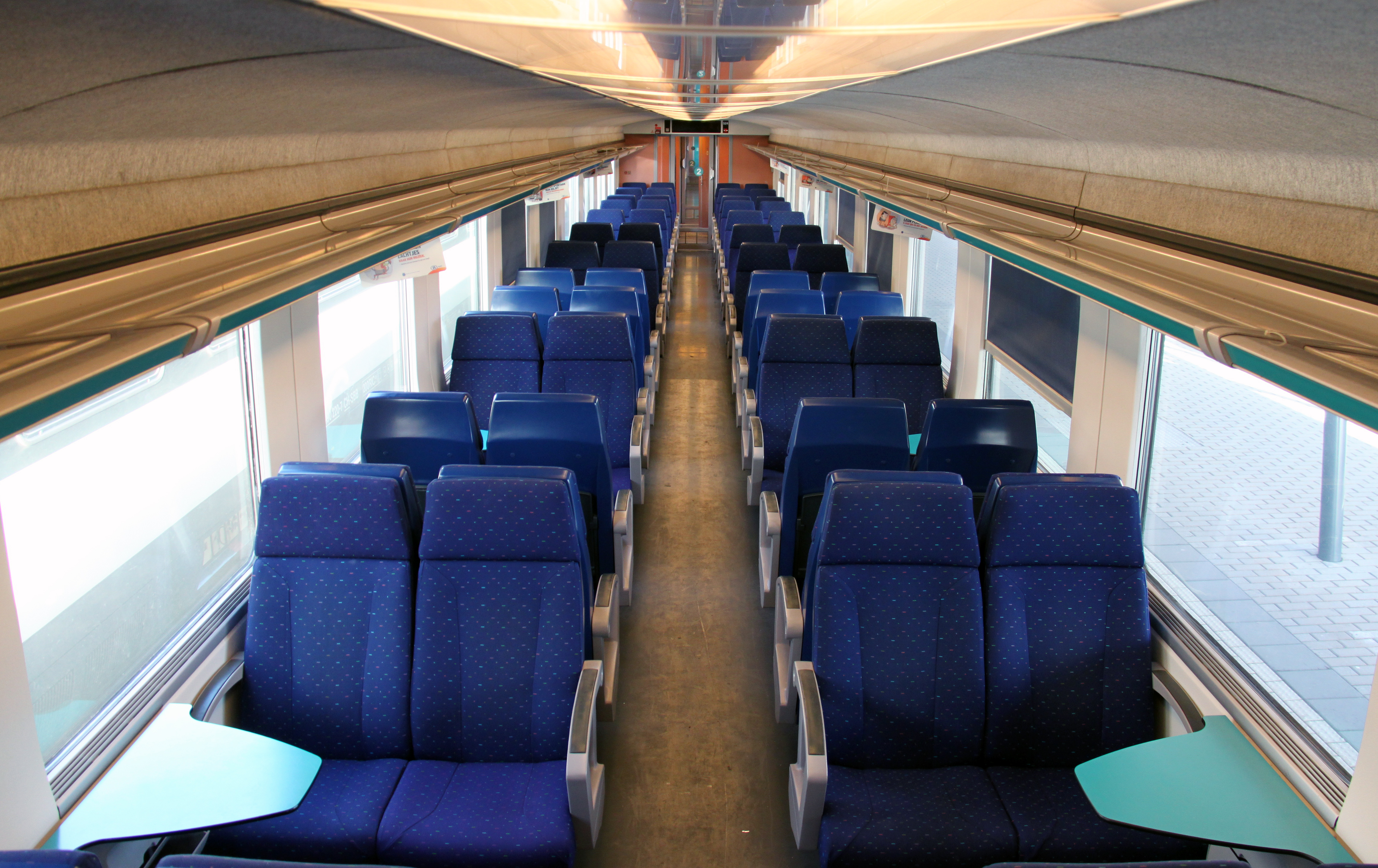
Interieur tweede klas.
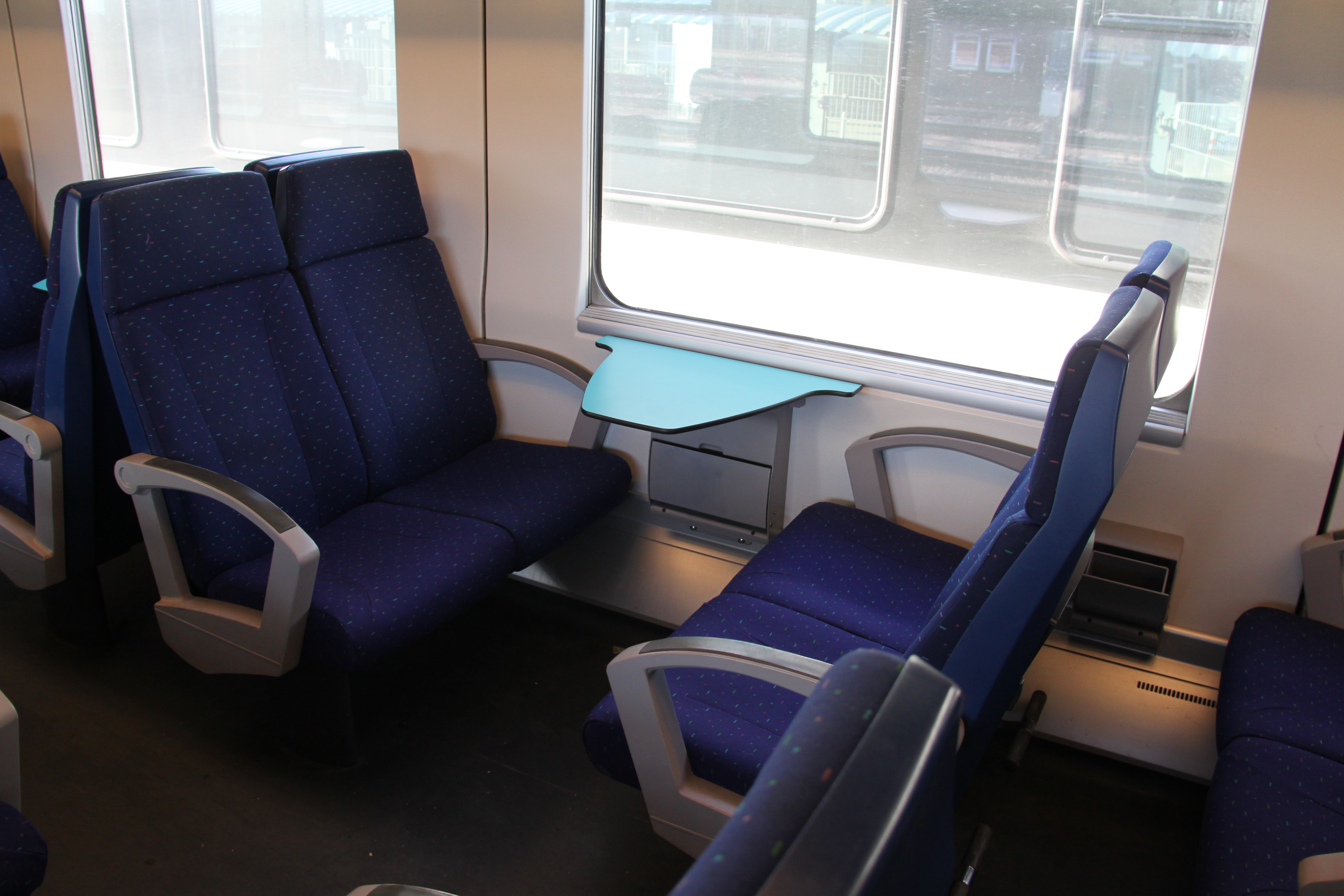
Detail van de zittingen tweede klas.
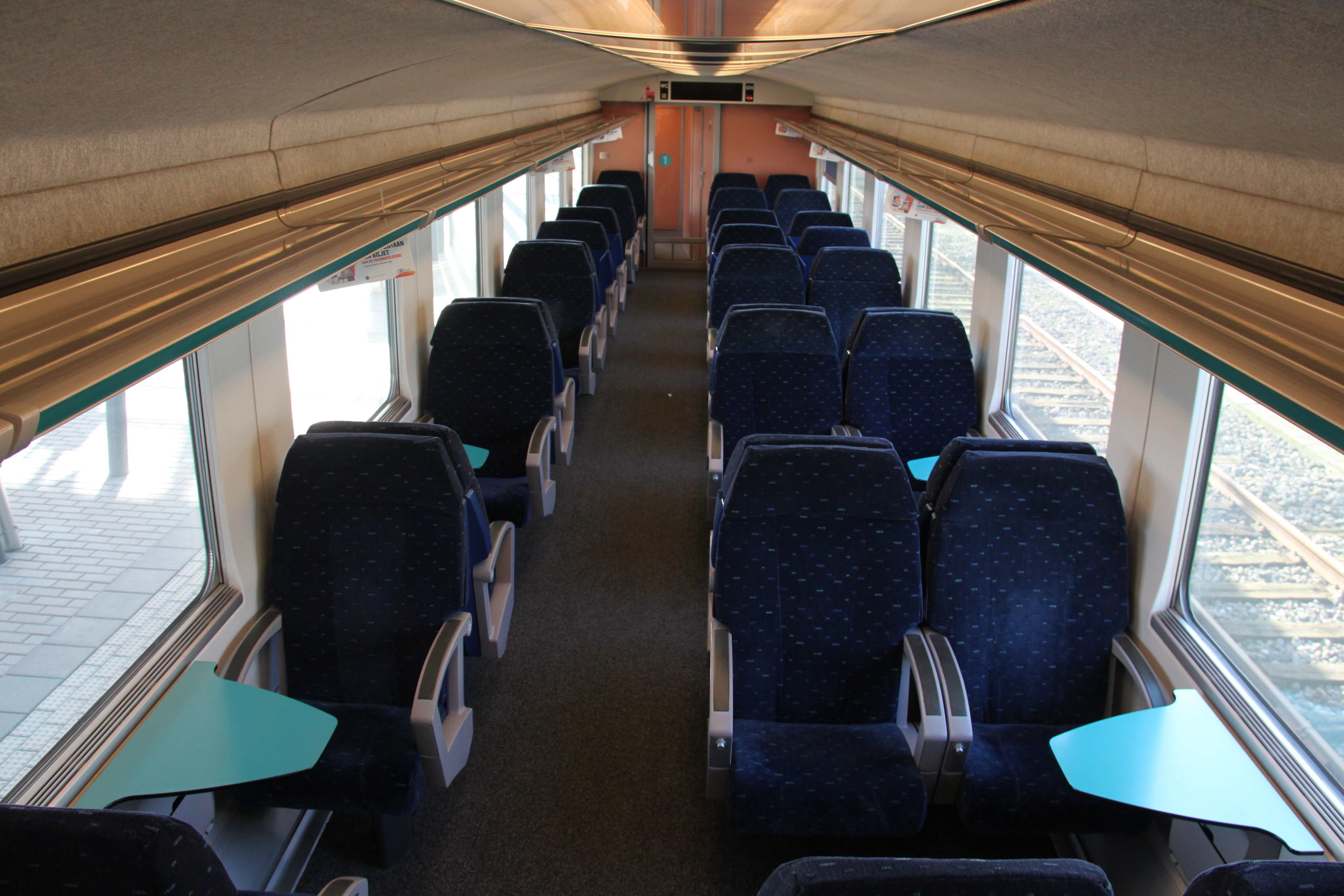
Interieur (eerste klas).
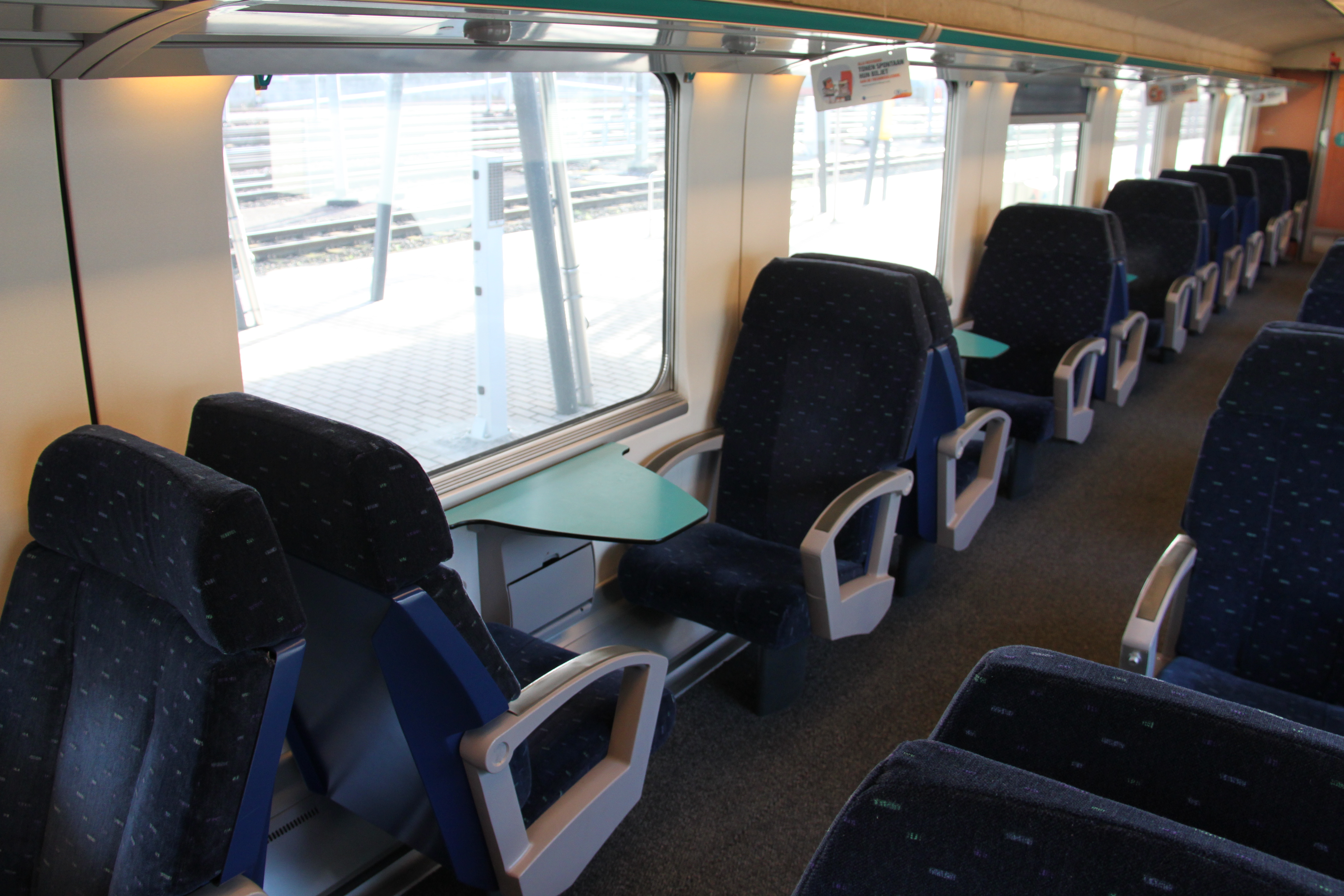
Detail van de zittingen eerste klas.
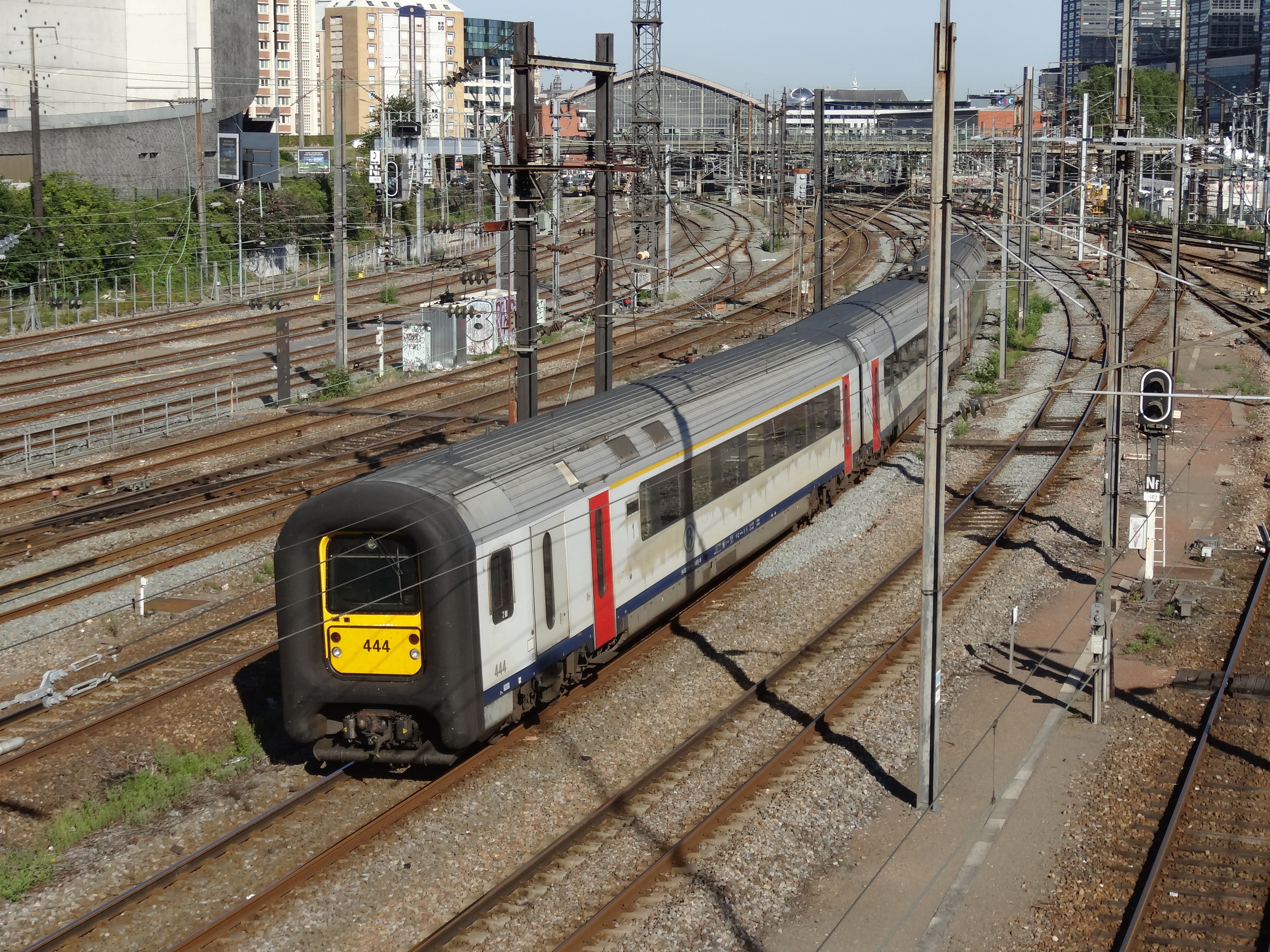
Trein naar Station Lille Flandres.
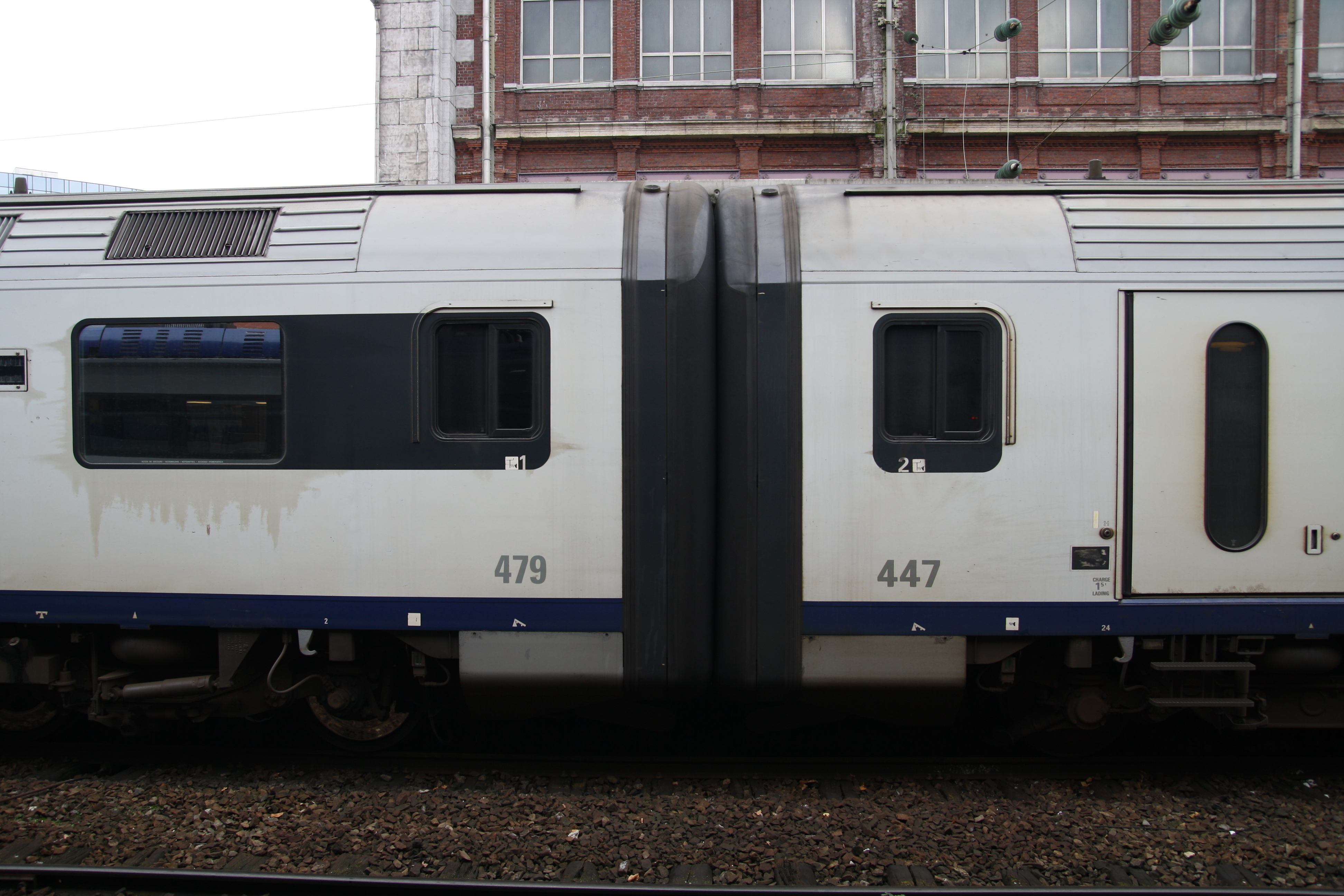
Gekoppelde treinstellen met doorloop.
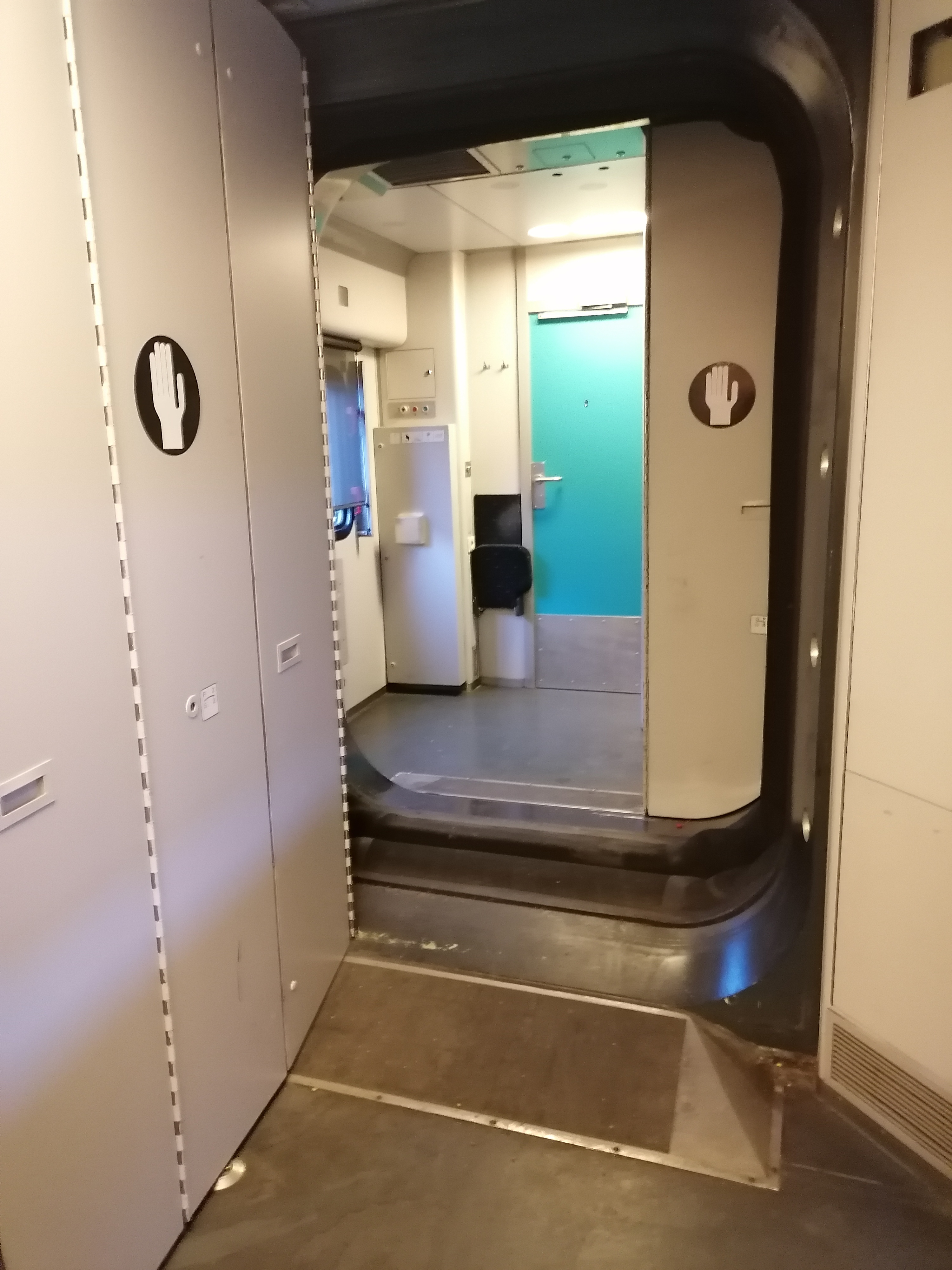
Doorloop tussen twee MS96-treinstellen.

## Ongevallen
- Treinstel 449 en 483 raakten ernstig beschadigd na een treinongeval bij Morlanwelz.[6] De treinstellen waren zo beschadigd dat ze niet meer te herstellen waren en dat ze gesloopt moesten worden. Volgens het officiële verslag van het Veiligheidsonderzoek "Aanrijding van een voertuig op een overweg Morlanwelz - 27 november 2017" vielen er geen slachtoffers.
- Treinstel 548 werd vernield bij het treinongeval bij Hermalle-sous-Huy.[7] Het treinstel was zo beschadigd dat het niet meer hersteld kon worden en dat het gesloopt moest worden.
- Treinstel 454 werd ernstig beschadigd bij een dodelijk treinongeval bij Mons.[8] Het treinstel was zo beschadigd dat het niet meer hersteld kon worden en dat het gesloopt moest worden.